# ¿Está usted de broma, Sr. Feynman?
¿Está usted de broma, Sr. Feynman? Aventuras de un curioso personaje tal como le fueron referidas a Ralph Leighton (título original en inglés Surely You're Joking, Mr. Feynman!) es un libro que recoge anécdotas de la vida de Richard Feynman, ganador del Premio Nobel de Física en 1965.
En ellas, Feynman recuerda sus primeros experimentos y trabajos de niño, su incursión en la hipnosis, sus estudios en Princeton y el MIT, su fascinación por abrir cajas fuertes y los bares de topless, así como otros temas mucho más serios, como su participación en el Proyecto Manhattan desde el Laboratorio Nacional Los Álamos y la muerte de su primera esposa, Arline Greenbaum.
El libro, publicado en 1985, recoge un gran número de historias autobiográficas que Feynman relató a su amigo y compañero Ralph Leighton y que fueron después recopiladas por Edward Hutchins a partir de las conversaciones grabadas. El libro se convirtió desde su lanzamiento en un gran éxito editorial, que llevó a publicar una segunda recopilación, titulada ¿Qué te importa lo que piensen los demás?, en la que se incluían las experiencias de Feynman como miembro de la Comisión Rogers, que investigó el Accidente del Transbordador espacial Challenger de 1986.